# Ключевые поля
Ключевые поля — в пешечных окончаниях и некоторых других позициях поля, занятие которых фигурами сильнейшей стороны ведёт к достижению поставленной стратегической цели. Для сохранения равновесия защищающаяся сторона должна препятствовать захвату соперником этих полей. В пешечных окончаниях маневрирование нередко сводится к перемещению королей по полям соответствия в борьбе за ключевые поля. Различают ключевые поля проходной и блокированной пешек. Ключевые поля проходной пешки, перешедшей демаркационную линию, обозначены на диаграмме 1 крестиками.
|   | a | b | c | d | e | f | g | h |   |
| - | --- | --- | --- | --- | --- | --- | --- | --- | - |
| 8 | c7 чёрный крест · d7 чёрный крест · e7 чёрный крест · c6 чёрный крест · d6 чёрный крест · e6 чёрный крест · d5 белая пешка | c7 чёрный крест · d7 чёрный крест · e7 чёрный крест · c6 чёрный крест · d6 чёрный крест · e6 чёрный крест · d5 белая пешка | c7 чёрный крест · d7 чёрный крест · e7 чёрный крест · c6 чёрный крест · d6 чёрный крест · e6 чёрный крест · d5 белая пешка | c7 чёрный крест · d7 чёрный крест · e7 чёрный крест · c6 чёрный крест · d6 чёрный крест · e6 чёрный крест · d5 белая пешка | c7 чёрный крест · d7 чёрный крест · e7 чёрный крест · c6 чёрный крест · d6 чёрный крест · e6 чёрный крест · d5 белая пешка | c7 чёрный крест · d7 чёрный крест · e7 чёрный крест · c6 чёрный крест · d6 чёрный крест · e6 чёрный крест · d5 белая пешка | c7 чёрный крест · d7 чёрный крест · e7 чёрный крест · c6 чёрный крест · d6 чёрный крест · e6 чёрный крест · d5 белая пешка | c7 чёрный крест · d7 чёрный крест · e7 чёрный крест · c6 чёрный крест · d6 чёрный крест · e6 чёрный крест · d5 белая пешка | 8 |
| 7 | c7 чёрный крест · d7 чёрный крест · e7 чёрный крест · c6 чёрный крест · d6 чёрный крест · e6 чёрный крест · d5 белая пешка | c7 чёрный крест · d7 чёрный крест · e7 чёрный крест · c6 чёрный крест · d6 чёрный крест · e6 чёрный крест · d5 белая пешка | c7 чёрный крест · d7 чёрный крест · e7 чёрный крест · c6 чёрный крест · d6 чёрный крест · e6 чёрный крест · d5 белая пешка | c7 чёрный крест · d7 чёрный крест · e7 чёрный крест · c6 чёрный крест · d6 чёрный крест · e6 чёрный крест · d5 белая пешка | c7 чёрный крест · d7 чёрный крест · e7 чёрный крест · c6 чёрный крест · d6 чёрный крест · e6 чёрный крест · d5 белая пешка | c7 чёрный крест · d7 чёрный крест · e7 чёрный крест · c6 чёрный крест · d6 чёрный крест · e6 чёрный крест · d5 белая пешка | c7 чёрный крест · d7 чёрный крест · e7 чёрный крест · c6 чёрный крест · d6 чёрный крест · e6 чёрный крест · d5 белая пешка | c7 чёрный крест · d7 чёрный крест · e7 чёрный крест · c6 чёрный крест · d6 чёрный крест · e6 чёрный крест · d5 белая пешка | 7 |
| 6 | c7 чёрный крест · d7 чёрный крест · e7 чёрный крест · c6 чёрный крест · d6 чёрный крест · e6 чёрный крест · d5 белая пешка | c7 чёрный крест · d7 чёрный крест · e7 чёрный крест · c6 чёрный крест · d6 чёрный крест · e6 чёрный крест · d5 белая пешка | c7 чёрный крест · d7 чёрный крест · e7 чёрный крест · c6 чёрный крест · d6 чёрный крест · e6 чёрный крест · d5 белая пешка | c7 чёрный крест · d7 чёрный крест · e7 чёрный крест · c6 чёрный крест · d6 чёрный крест · e6 чёрный крест · d5 белая пешка | c7 чёрный крест · d7 чёрный крест · e7 чёрный крест · c6 чёрный крест · d6 чёрный крест · e6 чёрный крест · d5 белая пешка | c7 чёрный крест · d7 чёрный крест · e7 чёрный крест · c6 чёрный крест · d6 чёрный крест · e6 чёрный крест · d5 белая пешка | c7 чёрный крест · d7 чёрный крест · e7 чёрный крест · c6 чёрный крест · d6 чёрный крест · e6 чёрный крест · d5 белая пешка | c7 чёрный крест · d7 чёрный крест · e7 чёрный крест · c6 чёрный крест · d6 чёрный крест · e6 чёрный крест · d5 белая пешка | 6 |
| 5 | c7 чёрный крест · d7 чёрный крест · e7 чёрный крест · c6 чёрный крест · d6 чёрный крест · e6 чёрный крест · d5 белая пешка | c7 чёрный крест · d7 чёрный крест · e7 чёрный крест · c6 чёрный крест · d6 чёрный крест · e6 чёрный крест · d5 белая пешка | c7 чёрный крест · d7 чёрный крест · e7 чёрный крест · c6 чёрный крест · d6 чёрный крест · e6 чёрный крест · d5 белая пешка | c7 чёрный крест · d7 чёрный крест · e7 чёрный крест · c6 чёрный крест · d6 чёрный крест · e6 чёрный крест · d5 белая пешка | c7 чёрный крест · d7 чёрный крест · e7 чёрный крест · c6 чёрный крест · d6 чёрный крест · e6 чёрный крест · d5 белая пешка | c7 чёрный крест · d7 чёрный крест · e7 чёрный крест · c6 чёрный крест · d6 чёрный крест · e6 чёрный крест · d5 белая пешка | c7 чёрный крест · d7 чёрный крест · e7 чёрный крест · c6 чёрный крест · d6 чёрный крест · e6 чёрный крест · d5 белая пешка | c7 чёрный крест · d7 чёрный крест · e7 чёрный крест · c6 чёрный крест · d6 чёрный крест · e6 чёрный крест · d5 белая пешка | 5 |
| 4 | c7 чёрный крест · d7 чёрный крест · e7 чёрный крест · c6 чёрный крест · d6 чёрный крест · e6 чёрный крест · d5 белая пешка | c7 чёрный крест · d7 чёрный крест · e7 чёрный крест · c6 чёрный крест · d6 чёрный крест · e6 чёрный крест · d5 белая пешка | c7 чёрный крест · d7 чёрный крест · e7 чёрный крест · c6 чёрный крест · d6 чёрный крест · e6 чёрный крест · d5 белая пешка | c7 чёрный крест · d7 чёрный крест · e7 чёрный крест · c6 чёрный крест · d6 чёрный крест · e6 чёрный крест · d5 белая пешка | c7 чёрный крест · d7 чёрный крест · e7 чёрный крест · c6 чёрный крест · d6 чёрный крест · e6 чёрный крест · d5 белая пешка | c7 чёрный крест · d7 чёрный крест · e7 чёрный крест · c6 чёрный крест · d6 чёрный крест · e6 чёрный крест · d5 белая пешка | c7 чёрный крест · d7 чёрный крест · e7 чёрный крест · c6 чёрный крест · d6 чёрный крест · e6 чёрный крест · d5 белая пешка | c7 чёрный крест · d7 чёрный крест · e7 чёрный крест · c6 чёрный крест · d6 чёрный крест · e6 чёрный крест · d5 белая пешка | 4 |
| 3 | c7 чёрный крест · d7 чёрный крест · e7 чёрный крест · c6 чёрный крест · d6 чёрный крест · e6 чёрный крест · d5 белая пешка | c7 чёрный крест · d7 чёрный крест · e7 чёрный крест · c6 чёрный крест · d6 чёрный крест · e6 чёрный крест · d5 белая пешка | c7 чёрный крест · d7 чёрный крест · e7 чёрный крест · c6 чёрный крест · d6 чёрный крест · e6 чёрный крест · d5 белая пешка | c7 чёрный крест · d7 чёрный крест · e7 чёрный крест · c6 чёрный крест · d6 чёрный крест · e6 чёрный крест · d5 белая пешка | c7 чёрный крест · d7 чёрный крест · e7 чёрный крест · c6 чёрный крест · d6 чёрный крест · e6 чёрный крест · d5 белая пешка | c7 чёрный крест · d7 чёрный крест · e7 чёрный крест · c6 чёрный крест · d6 чёрный крест · e6 чёрный крест · d5 белая пешка | c7 чёрный крест · d7 чёрный крест · e7 чёрный крест · c6 чёрный крест · d6 чёрный крест · e6 чёрный крест · d5 белая пешка | c7 чёрный крест · d7 чёрный крест · e7 чёрный крест · c6 чёрный крест · d6 чёрный крест · e6 чёрный крест · d5 белая пешка | 3 |
| 2 | c7 чёрный крест · d7 чёрный крест · e7 чёрный крест · c6 чёрный крест · d6 чёрный крест · e6 чёрный крест · d5 белая пешка | c7 чёрный крест · d7 чёрный крест · e7 чёрный крест · c6 чёрный крест · d6 чёрный крест · e6 чёрный крест · d5 белая пешка | c7 чёрный крест · d7 чёрный крест · e7 чёрный крест · c6 чёрный крест · d6 чёрный крест · e6 чёрный крест · d5 белая пешка | c7 чёрный крест · d7 чёрный крест · e7 чёрный крест · c6 чёрный крест · d6 чёрный крест · e6 чёрный крест · d5 белая пешка | c7 чёрный крест · d7 чёрный крест · e7 чёрный крест · c6 чёрный крест · d6 чёрный крест · e6 чёрный крест · d5 белая пешка | c7 чёрный крест · d7 чёрный крест · e7 чёрный крест · c6 чёрный крест · d6 чёрный крест · e6 чёрный крест · d5 белая пешка | c7 чёрный крест · d7 чёрный крест · e7 чёрный крест · c6 чёрный крест · d6 чёрный крест · e6 чёрный крест · d5 белая пешка | c7 чёрный крест · d7 чёрный крест · e7 чёрный крест · c6 чёрный крест · d6 чёрный крест · e6 чёрный крест · d5 белая пешка | 2 |
| 1 | c7 чёрный крест · d7 чёрный крест · e7 чёрный крест · c6 чёрный крест · d6 чёрный крест · e6 чёрный крест · d5 белая пешка | c7 чёрный крест · d7 чёрный крест · e7 чёрный крест · c6 чёрный крест · d6 чёрный крест · e6 чёрный крест · d5 белая пешка | c7 чёрный крест · d7 чёрный крест · e7 чёрный крест · c6 чёрный крест · d6 чёрный крест · e6 чёрный крест · d5 белая пешка | c7 чёрный крест · d7 чёрный крест · e7 чёрный крест · c6 чёрный крест · d6 чёрный крест · e6 чёрный крест · d5 белая пешка | c7 чёрный крест · d7 чёрный крест · e7 чёрный крест · c6 чёрный крест · d6 чёрный крест · e6 чёрный крест · d5 белая пешка | c7 чёрный крест · d7 чёрный крест · e7 чёрный крест · c6 чёрный крест · d6 чёрный крест · e6 чёрный крест · d5 белая пешка | c7 чёрный крест · d7 чёрный крест · e7 чёрный крест · c6 чёрный крест · d6 чёрный крест · e6 чёрный крест · d5 белая пешка | c7 чёрный крест · d7 чёрный крест · e7 чёрный крест · c6 чёрный крест · d6 чёрный крест · e6 чёрный крест · d5 белая пешка | 1 |
|   | a | b | c | d | e | f | g | h |   |

При попадании короля белых хотя бы на одно из ключевых полей пешка неизбежно проходит в ферзи, независимо от расположения чёрного короля. 
|   | a | b | c | d | e | f | g | h |   |
| - | --- | --- | --- | --- | --- | --- | --- | --- | - |
| 8 | a6 чёрный крест · b6 чёрный крест · c6 чёрный крест · d6 чёрная пешка · e6 чёрный крест · f6 чёрный крест · g6 чёрный крест · d5 белая пешка | a6 чёрный крест · b6 чёрный крест · c6 чёрный крест · d6 чёрная пешка · e6 чёрный крест · f6 чёрный крест · g6 чёрный крест · d5 белая пешка | a6 чёрный крест · b6 чёрный крест · c6 чёрный крест · d6 чёрная пешка · e6 чёрный крест · f6 чёрный крест · g6 чёрный крест · d5 белая пешка | a6 чёрный крест · b6 чёрный крест · c6 чёрный крест · d6 чёрная пешка · e6 чёрный крест · f6 чёрный крест · g6 чёрный крест · d5 белая пешка | a6 чёрный крест · b6 чёрный крест · c6 чёрный крест · d6 чёрная пешка · e6 чёрный крест · f6 чёрный крест · g6 чёрный крест · d5 белая пешка | a6 чёрный крест · b6 чёрный крест · c6 чёрный крест · d6 чёрная пешка · e6 чёрный крест · f6 чёрный крест · g6 чёрный крест · d5 белая пешка | a6 чёрный крест · b6 чёрный крест · c6 чёрный крест · d6 чёрная пешка · e6 чёрный крест · f6 чёрный крест · g6 чёрный крест · d5 белая пешка | a6 чёрный крест · b6 чёрный крест · c6 чёрный крест · d6 чёрная пешка · e6 чёрный крест · f6 чёрный крест · g6 чёрный крест · d5 белая пешка | 8 |
| 7 | a6 чёрный крест · b6 чёрный крест · c6 чёрный крест · d6 чёрная пешка · e6 чёрный крест · f6 чёрный крест · g6 чёрный крест · d5 белая пешка | a6 чёрный крест · b6 чёрный крест · c6 чёрный крест · d6 чёрная пешка · e6 чёрный крест · f6 чёрный крест · g6 чёрный крест · d5 белая пешка | a6 чёрный крест · b6 чёрный крест · c6 чёрный крест · d6 чёрная пешка · e6 чёрный крест · f6 чёрный крест · g6 чёрный крест · d5 белая пешка | a6 чёрный крест · b6 чёрный крест · c6 чёрный крест · d6 чёрная пешка · e6 чёрный крест · f6 чёрный крест · g6 чёрный крест · d5 белая пешка | a6 чёрный крест · b6 чёрный крест · c6 чёрный крест · d6 чёрная пешка · e6 чёрный крест · f6 чёрный крест · g6 чёрный крест · d5 белая пешка | a6 чёрный крест · b6 чёрный крест · c6 чёрный крест · d6 чёрная пешка · e6 чёрный крест · f6 чёрный крест · g6 чёрный крест · d5 белая пешка | a6 чёрный крест · b6 чёрный крест · c6 чёрный крест · d6 чёрная пешка · e6 чёрный крест · f6 чёрный крест · g6 чёрный крест · d5 белая пешка | a6 чёрный крест · b6 чёрный крест · c6 чёрный крест · d6 чёрная пешка · e6 чёрный крест · f6 чёрный крест · g6 чёрный крест · d5 белая пешка | 7 |
| 6 | a6 чёрный крест · b6 чёрный крест · c6 чёрный крест · d6 чёрная пешка · e6 чёрный крест · f6 чёрный крест · g6 чёрный крест · d5 белая пешка | a6 чёрный крест · b6 чёрный крест · c6 чёрный крест · d6 чёрная пешка · e6 чёрный крест · f6 чёрный крест · g6 чёрный крест · d5 белая пешка | a6 чёрный крест · b6 чёрный крест · c6 чёрный крест · d6 чёрная пешка · e6 чёрный крест · f6 чёрный крест · g6 чёрный крест · d5 белая пешка | a6 чёрный крест · b6 чёрный крест · c6 чёрный крест · d6 чёрная пешка · e6 чёрный крест · f6 чёрный крест · g6 чёрный крест · d5 белая пешка | a6 чёрный крест · b6 чёрный крест · c6 чёрный крест · d6 чёрная пешка · e6 чёрный крест · f6 чёрный крест · g6 чёрный крест · d5 белая пешка | a6 чёрный крест · b6 чёрный крест · c6 чёрный крест · d6 чёрная пешка · e6 чёрный крест · f6 чёрный крест · g6 чёрный крест · d5 белая пешка | a6 чёрный крест · b6 чёрный крест · c6 чёрный крест · d6 чёрная пешка · e6 чёрный крест · f6 чёрный крест · g6 чёрный крест · d5 белая пешка | a6 чёрный крест · b6 чёрный крест · c6 чёрный крест · d6 чёрная пешка · e6 чёрный крест · f6 чёрный крест · g6 чёрный крест · d5 белая пешка | 6 |
| 5 | a6 чёрный крест · b6 чёрный крест · c6 чёрный крест · d6 чёрная пешка · e6 чёрный крест · f6 чёрный крест · g6 чёрный крест · d5 белая пешка | a6 чёрный крест · b6 чёрный крест · c6 чёрный крест · d6 чёрная пешка · e6 чёрный крест · f6 чёрный крест · g6 чёрный крест · d5 белая пешка | a6 чёрный крест · b6 чёрный крест · c6 чёрный крест · d6 чёрная пешка · e6 чёрный крест · f6 чёрный крест · g6 чёрный крест · d5 белая пешка | a6 чёрный крест · b6 чёрный крест · c6 чёрный крест · d6 чёрная пешка · e6 чёрный крест · f6 чёрный крест · g6 чёрный крест · d5 белая пешка | a6 чёрный крест · b6 чёрный крест · c6 чёрный крест · d6 чёрная пешка · e6 чёрный крест · f6 чёрный крест · g6 чёрный крест · d5 белая пешка | a6 чёрный крест · b6 чёрный крест · c6 чёрный крест · d6 чёрная пешка · e6 чёрный крест · f6 чёрный крест · g6 чёрный крест · d5 белая пешка | a6 чёрный крест · b6 чёрный крест · c6 чёрный крест · d6 чёрная пешка · e6 чёрный крест · f6 чёрный крест · g6 чёрный крест · d5 белая пешка | a6 чёрный крест · b6 чёрный крест · c6 чёрный крест · d6 чёрная пешка · e6 чёрный крест · f6 чёрный крест · g6 чёрный крест · d5 белая пешка | 5 |
| 4 | a6 чёрный крест · b6 чёрный крест · c6 чёрный крест · d6 чёрная пешка · e6 чёрный крест · f6 чёрный крест · g6 чёрный крест · d5 белая пешка | a6 чёрный крест · b6 чёрный крест · c6 чёрный крест · d6 чёрная пешка · e6 чёрный крест · f6 чёрный крест · g6 чёрный крест · d5 белая пешка | a6 чёрный крест · b6 чёрный крест · c6 чёрный крест · d6 чёрная пешка · e6 чёрный крест · f6 чёрный крест · g6 чёрный крест · d5 белая пешка | a6 чёрный крест · b6 чёрный крест · c6 чёрный крест · d6 чёрная пешка · e6 чёрный крест · f6 чёрный крест · g6 чёрный крест · d5 белая пешка | a6 чёрный крест · b6 чёрный крест · c6 чёрный крест · d6 чёрная пешка · e6 чёрный крест · f6 чёрный крест · g6 чёрный крест · d5 белая пешка | a6 чёрный крест · b6 чёрный крест · c6 чёрный крест · d6 чёрная пешка · e6 чёрный крест · f6 чёрный крест · g6 чёрный крест · d5 белая пешка | a6 чёрный крест · b6 чёрный крест · c6 чёрный крест · d6 чёрная пешка · e6 чёрный крест · f6 чёрный крест · g6 чёрный крест · d5 белая пешка | a6 чёрный крест · b6 чёрный крест · c6 чёрный крест · d6 чёрная пешка · e6 чёрный крест · f6 чёрный крест · g6 чёрный крест · d5 белая пешка | 4 |
| 3 | a6 чёрный крест · b6 чёрный крест · c6 чёрный крест · d6 чёрная пешка · e6 чёрный крест · f6 чёрный крест · g6 чёрный крест · d5 белая пешка | a6 чёрный крест · b6 чёрный крест · c6 чёрный крест · d6 чёрная пешка · e6 чёрный крест · f6 чёрный крест · g6 чёрный крест · d5 белая пешка | a6 чёрный крест · b6 чёрный крест · c6 чёрный крест · d6 чёрная пешка · e6 чёрный крест · f6 чёрный крест · g6 чёрный крест · d5 белая пешка | a6 чёрный крест · b6 чёрный крест · c6 чёрный крест · d6 чёрная пешка · e6 чёрный крест · f6 чёрный крест · g6 чёрный крест · d5 белая пешка | a6 чёрный крест · b6 чёрный крест · c6 чёрный крест · d6 чёрная пешка · e6 чёрный крест · f6 чёрный крест · g6 чёрный крест · d5 белая пешка | a6 чёрный крест · b6 чёрный крест · c6 чёрный крест · d6 чёрная пешка · e6 чёрный крест · f6 чёрный крест · g6 чёрный крест · d5 белая пешка | a6 чёрный крест · b6 чёрный крест · c6 чёрный крест · d6 чёрная пешка · e6 чёрный крест · f6 чёрный крест · g6 чёрный крест · d5 белая пешка | a6 чёрный крест · b6 чёрный крест · c6 чёрный крест · d6 чёрная пешка · e6 чёрный крест · f6 чёрный крест · g6 чёрный крест · d5 белая пешка | 3 |
| 2 | a6 чёрный крест · b6 чёрный крест · c6 чёрный крест · d6 чёрная пешка · e6 чёрный крест · f6 чёрный крест · g6 чёрный крест · d5 белая пешка | a6 чёрный крест · b6 чёрный крест · c6 чёрный крест · d6 чёрная пешка · e6 чёрный крест · f6 чёрный крест · g6 чёрный крест · d5 белая пешка | a6 чёрный крест · b6 чёрный крест · c6 чёрный крест · d6 чёрная пешка · e6 чёрный крест · f6 чёрный крест · g6 чёрный крест · d5 белая пешка | a6 чёрный крест · b6 чёрный крест · c6 чёрный крест · d6 чёрная пешка · e6 чёрный крест · f6 чёрный крест · g6 чёрный крест · d5 белая пешка | a6 чёрный крест · b6 чёрный крест · c6 чёрный крест · d6 чёрная пешка · e6 чёрный крест · f6 чёрный крест · g6 чёрный крест · d5 белая пешка | a6 чёрный крест · b6 чёрный крест · c6 чёрный крест · d6 чёрная пешка · e6 чёрный крест · f6 чёрный крест · g6 чёрный крест · d5 белая пешка | a6 чёрный крест · b6 чёрный крест · c6 чёрный крест · d6 чёрная пешка · e6 чёрный крест · f6 чёрный крест · g6 чёрный крест · d5 белая пешка | a6 чёрный крест · b6 чёрный крест · c6 чёрный крест · d6 чёрная пешка · e6 чёрный крест · f6 чёрный крест · g6 чёрный крест · d5 белая пешка | 2 |
| 1 | a6 чёрный крест · b6 чёрный крест · c6 чёрный крест · d6 чёрная пешка · e6 чёрный крест · f6 чёрный крест · g6 чёрный крест · d5 белая пешка | a6 чёрный крест · b6 чёрный крест · c6 чёрный крест · d6 чёрная пешка · e6 чёрный крест · f6 чёрный крест · g6 чёрный крест · d5 белая пешка | a6 чёрный крест · b6 чёрный крест · c6 чёрный крест · d6 чёрная пешка · e6 чёрный крест · f6 чёрный крест · g6 чёрный крест · d5 белая пешка | a6 чёрный крест · b6 чёрный крест · c6 чёрный крест · d6 чёрная пешка · e6 чёрный крест · f6 чёрный крест · g6 чёрный крест · d5 белая пешка | a6 чёрный крест · b6 чёрный крест · c6 чёрный крест · d6 чёрная пешка · e6 чёрный крест · f6 чёрный крест · g6 чёрный крест · d5 белая пешка | a6 чёрный крест · b6 чёрный крест · c6 чёрный крест · d6 чёрная пешка · e6 чёрный крест · f6 чёрный крест · g6 чёрный крест · d5 белая пешка | a6 чёрный крест · b6 чёрный крест · c6 чёрный крест · d6 чёрная пешка · e6 чёрный крест · f6 чёрный крест · g6 чёрный крест · d5 белая пешка | a6 чёрный крест · b6 чёрный крест · c6 чёрный крест · d6 чёрная пешка · e6 чёрный крест · f6 чёрный крест · g6 чёрный крест · d5 белая пешка | 1 |
|   | a | b | c | d | e | f | g | h |   |

На диаграмме 2 обозначены ключевые поля блокированной пешки d6. При попадании белого короля на одно из ключевых полей проигрыш чёрной пешки неизбежен. Знание особенностей ключевых полей облегчает анализ ряда пешечных окончаний, позволяя быстро найти план игры. 